# Settimana Coppi e Bartali de 2020
A 35.ª edição da Settimana Coppi e Bartali (chamado oficialmente: Settimana Internazionale Coppi e Bartali) foi uma carreira de ciclismo de estrada por etapas que se celebrou entre a 1 e a 4 de setembro de 2020 com início na cidade de Gatteo e final na cidade de Forlì em Itália. O percurso constou de um total de 4 etapas com a primeira etapa dividida em 2 fracções sobre uma distância total de 612,7 km.
A carreira fez parte do UCI Europe Tour de 2020 dentro da categoria UCI 2.1. O vencedor final foi o equatoriano Jhonatan Narváez do INEOS Grenadiers. Completaram o pódio, como segundo e terceiro classificado respectivamente, o italiano Andrea Bagioli e o português João Almeida, ambos do Deceuninck-Quick Step.

## Equipas participantes
Tomaram parte na carreira 28 equipas dos quais 9 foram de categoria UCI WorldTeam, 11 de categoria UCI ProTeam e 8 de categoria Continental, quines pelotão de 167 ciclistas dos que terminaram 117. As equipas participantes foram:
| Equipes WorldTeam (9)- Bahrain McLaren - Astana - Deceuninck-Quick Step - UAE Team Emirates - Bora-Hansgrohe - NTT Pro Cycling - Ineos Grenadiers - Trek-Segafredo - Movistar Team Equipes ProTeam (11)- Bardiani CSF Faizanè - Vini Zabù-KTM - Androni Giocattoli-Sidermec - Gazprom-RusVelo - Alpecin-Fenix - Caja Rural-Seguros RGA - Nippo Delko One Provence - Rally Cycling - Circus-Wanty Gobert - Bingoal-Wallonie Bruxelles - Burgos-BH Equipes Continentais (8)- Jumbo-Visma Development Team - Beltrami TSA-Marchiol - Sangemini-Trevigiani-MG.Kvis - Work Service Dynatek Vega - General Store Essegibi F.lli Curia - Team Colpack-Ballan - Giotti Victoria-Palomar - Colombia Tierra de Atletas-GW Bicicletas |
| |

## Percorrido
A Settimana Coppi e Bartali dispôs de 4 etapas com a primeira etapa dividida em 2 fracções para um percurso total de 612,7 quilómetros, onde se contempla uma contrarrelógio por equipas no primeiro dia.
| Etapa | Data   | Percurso                        | type                       | Distância (km) | Vencedor              | Líder geral      |
| ----- | ------ | ------------------------------- | -------------------------- | -------------- | --------------------- | ---------------- |
| 1a    | 1 set. | Gatteo – Gatteo                 | etapa escarpada            | 97,8           | Olav Kooij            | Olav Kooij       |
| 1b    | 1 set. | Gatteo a Mare – Gatteo          | contrarrelógio por equipes | 13,3           | Deceuninck-Quick Step | Mikkel Honoré    |
| 2     | 2 set. | Riccione – Sogliano al Rubicone | alta montanha              | 166,5          | Andrea Bagioli        | Andrea Bagioli   |
| 3     | 3 set. | Riccione – Riccione             | alta montanha              | 168,9          | Jhonatan Narváez      | Andrea Bagioli   |
| 4     | 4 set. | Forlì – Forlì                   | média montanha             | 166,2          | Pascal Eenkhoorn      | Jhonatan Narváez |

## Desenvolvimento da carreira

### 1.ª etapa A
| Gatteo - Gatteo | etapa escarpada | (97,8 km) |

| \| Classificação por etapas \| Classificação por etapas \| Classificação por etapas \| Classificação por etapas \| Classificação por etapas \| \| Ciclista \| Ciclista \| Equipe \| Tempo \| \| \| ------------------------ \| ------------------------ \| ----------------------------- \| ------------------------ \| ------------------------ \| \| 1. \| Olav Kooij \| Jumbo-Visma Development Team \| 2h08m26s \| \| \| 2. \| Ethan Hayter \| Ineos Grenadiers \| + 0s \| \| \| 3. \| Phil Bauhaus \| Bahrain McLaren \| + 0s \| \| \| 4. \| Gianni Vermeersch \| Alpecin-Fenix \| + 0s \| \| \| 5. \| Davide Persico \| Colpack-Ballan \| + 0s \| \| \| 6. \| Andrea Pasqualon \| Circus-Wanty Gobert \| + 0s \| \| \| 7. \| Francesco Di Felice \| Sangemini-Trevigiani-MG.K Vis \| + 0s \| \| \| 8. \| Jean-Pierre Drucker \| Bora-Hansgrohe \| + 0s \| \| \| 9. \| Biniam Girmay \| Nippo-Delko One Provence \| + 0s \| \| \| 10. \| Alex Molenaar \| Burgos-BH \| + 0s \| \| |                     |                               |          |
| |                     |                               |          |
| Fonte: ProCyclingStats |                     |                               |          |
| Classificação por etapas |                     |                               |          |
| Ciclista | Ciclista            | Equipe                        | Tempo    |
| 1. | Olav Kooij          | Jumbo-Visma Development Team  | 2h08m26s |
| 2. | Ethan Hayter        | Ineos Grenadiers              | + 0s     |
| 3. | Phil Bauhaus        | Bahrain McLaren               | + 0s     |
| 4. | Gianni Vermeersch   | Alpecin-Fenix                 | + 0s     |
| 5. | Davide Persico      | Colpack-Ballan                | + 0s     |
| 6. | Andrea Pasqualon    | Circus-Wanty Gobert           | + 0s     |
| 7. | Francesco Di Felice | Sangemini-Trevigiani-MG.K Vis | + 0s     |
| 8. | Jean-Pierre Drucker | Bora-Hansgrohe                | + 0s     |
| 9. | Biniam Girmay       | Nippo-Delko One Provence      | + 0s     |
| 10. | Alex Molenaar       | Burgos-BH                     | + 0s     |

| \| Classificação geral \| Classificação geral \| Classificação geral \| Classificação geral \| Classificação geral \| \| Ciclista \| Ciclista \| Equipe \| Tempo \| \| \| ------------------- \| ------------------- \| ----------------------------- \| ------------------- \| ------------------- \| \| 1. \| Olav Kooij \| Jumbo-Visma Development Team \| 2h08m20s \| \| \| 2. \| Ethan Hayter \| Ineos Grenadiers \| + 2s \| \| \| 3. \| Phil Bauhaus \| Bahrain McLaren \| + 4s \| \| \| 4. \| Gianni Vermeersch \| Alpecin-Fenix \| + 6s \| \| \| 5. \| Davide Persico \| Colpack-Ballan \| + 6s \| \| \| 6. \| Andrea Pasqualon \| Circus-Wanty Gobert \| + 6s \| \| \| 7. \| Francesco Di Felice \| Sangemini-Trevigiani-MG.K Vis \| + 6s \| \| \| 8. \| Jean-Pierre Drucker \| Bora-Hansgrohe \| + 6s \| \| \| 9. \| Biniam Girmay \| Nippo-Delko One Provence \| + 6s \| \| \| 10. \| Alex Molenaar \| Burgos-BH \| + 6s \| \| |                     |                               |          |
| |                     |                               |          |
| Fonte: ProCyclingStats |                     |                               |          |
| Classificação geral |                     |                               |          |
| Ciclista | Ciclista            | Equipe                        | Tempo    |
| 1. | Olav Kooij          | Jumbo-Visma Development Team  | 2h08m20s |
| 2. | Ethan Hayter        | Ineos Grenadiers              | + 2s     |
| 3. | Phil Bauhaus        | Bahrain McLaren               | + 4s     |
| 4. | Gianni Vermeersch   | Alpecin-Fenix                 | + 6s     |
| 5. | Davide Persico      | Colpack-Ballan                | + 6s     |
| 6. | Andrea Pasqualon    | Circus-Wanty Gobert           | + 6s     |
| 7. | Francesco Di Felice | Sangemini-Trevigiani-MG.K Vis | + 6s     |
| 8. | Jean-Pierre Drucker | Bora-Hansgrohe                | + 6s     |
| 9. | Biniam Girmay       | Nippo-Delko One Provence      | + 6s     |
| 10. | Alex Molenaar       | Burgos-BH                     | + 6s     |

### 1.ª etapa B
| Gatteo a Mare - Gatteo | contrarrelógio por equipes | (13,3 km) |

| \| Classificação por etapas \| Classificação por etapas \| Classificação por etapas \| Classificação por etapas \| Classificação por etapas \| Classificação por etapas \| \| Equipe \| Equipe \| Tempo \| Intervalo de tempo \| Rapidez \| \| \| ------------------------ \| ---------------------------- \| ------------------------ \| ------------------------ \| ------------------------ \| ------------------------ \| \| 1. \| Deceuninck-Quick Step \| 14m32s \| 0s \| 54.908 km/h \| \| \| 2. \| Ineos Grenadiers \| 14m40s \| + 8s \| 54.409 km/h \| \| \| 3. \| Bora-Hansgrohe \| 14m43s \| + 11s \| 54.224 km/h \| \| \| 4. \| NTT Pro Cycling \| 14m46s \| + 14s \| 54.041 km/h \| \| \| 5. \| Jumbo-Visma Development Team \| 14m49s \| + 17s \| 53.858 km/h \| \| \| 6. \| Movistar Team \| 14m50s \| + 18s \| 53.798 km/h \| \| \| 7. \| Astana \| 14m50s \| + 18s \| 53.798 km/h \| \| \| 8. \| UAE Team Emirates \| 14m51s \| + 19s \| 53.737 km/h \| \| \| 9. \| Bahrain McLaren \| 14m51s \| + 19s \| 53.737 km/h \| \| \| 10. \| Trek-Segafredo \| 14m54s \| + 22s \| 53.557 km/h \| \| |                              |        |                    |             |
| |                              |        |                    |             |
| Fonte: ProCyclingStats |                              |        |                    |             |
| Classificação por etapas |                              |        |                    |             |
| Equipe | Equipe                       | Tempo  | Intervalo de tempo | Rapidez     |
| 1. | Deceuninck-Quick Step        | 14m32s | 0s                 | 54.908 km/h |
| 2. | Ineos Grenadiers             | 14m40s | + 8s               | 54.409 km/h |
| 3. | Bora-Hansgrohe               | 14m43s | + 11s              | 54.224 km/h |
| 4. | NTT Pro Cycling              | 14m46s | + 14s              | 54.041 km/h |
| 5. | Jumbo-Visma Development Team | 14m49s | + 17s              | 53.858 km/h |
| 6. | Movistar Team                | 14m50s | + 18s              | 53.798 km/h |
| 7. | Astana                       | 14m50s | + 18s              | 53.798 km/h |
| 8. | UAE Team Emirates            | 14m51s | + 19s              | 53.737 km/h |
| 9. | Bahrain McLaren              | 14m51s | + 19s              | 53.737 km/h |
| 10. | Trek-Segafredo               | 14m54s | + 22s              | 53.557 km/h |

| \| Classificação geral \| Classificação geral \| Classificação geral \| Classificação geral \| Classificação geral \| \| Ciclista \| Ciclista \| Equipe \| Tempo \| \| \| ------------------- \| ------------------- \| --------------------- \| ------------------- \| ------------------- \| \| 1. \| Mikkel Honoré \| Deceuninck-Quick Step \| 2h22m58s \| \| \| 2. \| James Knox \| Deceuninck-Quick Step \| + 0s \| \| \| 3. \| João Almeida \| Deceuninck-Quick Step \| + 0s \| \| \| 4. \| Andrea Bagioli \| Deceuninck-Quick Step \| + 0s \| \| \| 5. \| Pieter Serry \| Deceuninck-Quick Step \| + 0s \| \| \| 6. \| Mauri Vansevenant \| Deceuninck-Quick Step \| + 3s \| \| \| 7. \| Ethan Hayter \| Ineos Grenadiers \| + 4s \| \| \| 8. \| Jhonatan Narváez \| Ineos Grenadiers \| + 8s \| \| \| 9. \| Brandon Rivera \| Ineos Grenadiers \| + 8s \| \| \| 10. \| Owain Doull \| Ineos Grenadiers \| + 8s \| \| |                   |                       |          |
| |                   |                       |          |
| Fonte: ProCyclingStats |                   |                       |          |
| Classificação geral |                   |                       |          |
| Ciclista | Ciclista          | Equipe                | Tempo    |
| 1. | Mikkel Honoré     | Deceuninck-Quick Step | 2h22m58s |
| 2. | James Knox        | Deceuninck-Quick Step | + 0s     |
| 3. | João Almeida      | Deceuninck-Quick Step | + 0s     |
| 4. | Andrea Bagioli    | Deceuninck-Quick Step | + 0s     |
| 5. | Pieter Serry      | Deceuninck-Quick Step | + 0s     |
| 6. | Mauri Vansevenant | Deceuninck-Quick Step | + 3s     |
| 7. | Ethan Hayter      | Ineos Grenadiers      | + 4s     |
| 8. | Jhonatan Narváez  | Ineos Grenadiers      | + 8s     |
| 9. | Brandon Rivera    | Ineos Grenadiers      | + 8s     |
| 10. | Owain Doull       | Ineos Grenadiers      | + 8s     |

### 2.ª etapa
| Riccione - Sogliano al Rubicone | alta montanha | (166,5 km) |

| \| Classificação por etapas \| Classificação por etapas \| Classificação por etapas \| Classificação por etapas \| Classificação por etapas \| \| Ciclista \| Ciclista \| Equipe \| Tempo \| \| \| ------------------------ \| ------------------------ \| ------------------------ \| ------------------------ \| ------------------------ \| \| 1. \| Andrea Bagioli \| Deceuninck-Quick Step \| 4h21m58s \| \| \| 2. \| Jhonatan Narváez \| Ineos Grenadiers \| + 1s \| \| \| 3. \| Nicola Conci \| Trek-Segafredo \| + 1s \| \| \| 4. \| Diego Ulissi \| UAE Team Emirates \| + 1s \| \| \| 5. \| Mauro Finetto \| Nippo-Delko One Provence \| + 6s \| \| \| 6. \| João Almeida \| Deceuninck-Quick Step \| + 6s \| \| \| 7. \| Jacopo Mosca \| Trek-Segafredo \| + 9s \| \| \| 8. \| Jan Bakelants \| Circus-Wanty Gobert \| + 9s \| \| \| 9. \| Gavin Mannion \| Rally Cycling \| + 9s \| \| \| 10. \| Luca Wackermann \| Vini Zabù-KTM \| + 9s \| \| |                  |                          |          |
| |                  |                          |          |
| Fonte: ProCyclingStats |                  |                          |          |
| Classificação por etapas |                  |                          |          |
| Ciclista | Ciclista         | Equipe                   | Tempo    |
| 1. | Andrea Bagioli   | Deceuninck-Quick Step    | 4h21m58s |
| 2. | Jhonatan Narváez | Ineos Grenadiers         | + 1s     |
| 3. | Nicola Conci     | Trek-Segafredo           | + 1s     |
| 4. | Diego Ulissi     | UAE Team Emirates        | + 1s     |
| 5. | Mauro Finetto    | Nippo-Delko One Provence | + 6s     |
| 6. | João Almeida     | Deceuninck-Quick Step    | + 6s     |
| 7. | Jacopo Mosca     | Trek-Segafredo           | + 9s     |
| 8. | Jan Bakelants    | Circus-Wanty Gobert      | + 9s     |
| 9. | Gavin Mannion    | Rally Cycling            | + 9s     |
| 10. | Luca Wackermann  | Vini Zabù-KTM            | + 9s     |

| \| Classificação geral \| Classificação geral \| Classificação geral \| Classificação geral \| Classificação geral \| \| Ciclista \| Ciclista \| Equipe \| Tempo \| \| \| ------------------- \| ------------------- \| ------------------------ \| ------------------- \| ------------------- \| \| 1. \| Andrea Bagioli \| Deceuninck-Quick Step \| 6h44m46s \| \| \| 2. \| Jhonatan Narváez \| Ineos Grenadiers \| + 13s \| \| \| 3. \| João Almeida \| Deceuninck-Quick Step \| + 16s \| \| \| 4. \| Nicola Conci \| Trek-Segafredo \| + 29s \| \| \| 5. \| Diego Ulissi \| UAE Team Emirates \| + 30s \| \| \| 6. \| James Knox \| Deceuninck-Quick Step \| + 30s \| \| \| 7. \| Iván Ramiro Sosa \| Ineos Grenadiers \| + 34s \| \| \| 8. \| Jacopo Mosca \| Trek-Segafredo \| + 41s \| \| \| 9. \| Merhawi Kudus \| Astana \| + 42s \| \| \| 10. \| Mauro Finetto \| Nippo-Delko One Provence \| + 46s \| \| |                  |                          |          |
| |                  |                          |          |
| Fonte: ProCyclingStats |                  |                          |          |
| Classificação geral |                  |                          |          |
| Ciclista | Ciclista         | Equipe                   | Tempo    |
| 1. | Andrea Bagioli   | Deceuninck-Quick Step    | 6h44m46s |
| 2. | Jhonatan Narváez | Ineos Grenadiers         | + 13s    |
| 3. | João Almeida     | Deceuninck-Quick Step    | + 16s    |
| 4. | Nicola Conci     | Trek-Segafredo           | + 29s    |
| 5. | Diego Ulissi     | UAE Team Emirates        | + 30s    |
| 6. | James Knox       | Deceuninck-Quick Step    | + 30s    |
| 7. | Iván Ramiro Sosa | Ineos Grenadiers         | + 34s    |
| 8. | Jacopo Mosca     | Trek-Segafredo           | + 41s    |
| 9. | Merhawi Kudus    | Astana                   | + 42s    |
| 10. | Mauro Finetto    | Nippo-Delko One Provence | + 46s    |

### 3.ª etapa
| Riccione - Riccione | alta montanha | (168,9 km) |

| \| Classificação por etapas \| Classificação por etapas \| Classificação por etapas \| Classificação por etapas \| Classificação por etapas \| \| Ciclista \| Ciclista \| Equipe \| Tempo \| \| \| ------------------------ \| ------------------------ \| ------------------------ \| ------------------------ \| ------------------------ \| \| 1. \| Jhonatan Narváez \| Ineos Grenadiers \| 4h37m04s \| \| \| 2. \| Pascal Eenkhoorn \| Jumbo-Visma \| + 0s \| \| \| 3. \| Biniam Girmay \| Nippo-Delko One Provence \| + 0s \| \| \| 4. \| Jacopo Mosca \| Trek-Segafredo \| + 0s \| \| \| 5. \| Ethan Hayter \| Ineos Grenadiers \| + 0s \| \| \| 6. \| João Almeida \| Deceuninck-Quick Step \| + 0s \| \| \| 7. \| Gianni Vermeersch \| Alpecin-Fenix \| + 0s \| \| \| 8. \| Nicola Conci \| Trek-Segafredo \| + 0s \| \| \| 9. \| Giovanni Visconti \| Vini Zabù-KTM \| + 0s \| \| \| 10. \| Alessandro Covi \| UAE Team Emirates \| + 0s \| \| |                   |                          |          |
| |                   |                          |          |
| Fonte: ProCyclingStats |                   |                          |          |
| Classificação por etapas |                   |                          |          |
| Ciclista | Ciclista          | Equipe                   | Tempo    |
| 1. | Jhonatan Narváez  | Ineos Grenadiers         | 4h37m04s |
| 2. | Pascal Eenkhoorn  | Jumbo-Visma              | + 0s     |
| 3. | Biniam Girmay     | Nippo-Delko One Provence | + 0s     |
| 4. | Jacopo Mosca      | Trek-Segafredo           | + 0s     |
| 5. | Ethan Hayter      | Ineos Grenadiers         | + 0s     |
| 6. | João Almeida      | Deceuninck-Quick Step    | + 0s     |
| 7. | Gianni Vermeersch | Alpecin-Fenix            | + 0s     |
| 8. | Nicola Conci      | Trek-Segafredo           | + 0s     |
| 9. | Giovanni Visconti | Vini Zabù-KTM            | + 0s     |
| 10. | Alessandro Covi   | UAE Team Emirates        | + 0s     |

| \| Classificação geral \| Classificação geral \| Classificação geral \| Classificação geral \| Classificação geral \| \| Ciclista \| Ciclista \| Equipe \| Tempo \| \| \| ------------------- \| ------------------- \| ------------------------ \| ------------------- \| ------------------- \| \| 1. \| Andrea Bagioli \| Deceuninck-Quick Step \| 11h21m50s \| \| \| 2. \| Jhonatan Narváez \| Ineos Grenadiers \| + 3s \| \| \| 3. \| João Almeida \| Deceuninck-Quick Step \| + 16s \| \| \| 4. \| Nicola Conci \| Trek-Segafredo \| + 29s \| \| \| 5. \| Diego Ulissi \| UAE Team Emirates \| + 30s \| \| \| 6. \| Iván Ramiro Sosa \| Ineos Grenadiers \| + 34s \| \| \| 7. \| Jacopo Mosca \| Trek-Segafredo \| + 41s \| \| \| 8. \| Merhawi Kudus \| Astana \| + 42s \| \| \| 9. \| Mauro Finetto \| Nippo-Delko One Provence \| + 46s \| \| \| 10. \| Pascal Eenkhoorn \| Jumbo-Visma \| + 49s \| \| |                  |                          |           |
| |                  |                          |           |
| Fonte: ProCyclingStats |                  |                          |           |
| Classificação geral |                  |                          |           |
| Ciclista | Ciclista         | Equipe                   | Tempo     |
| 1. | Andrea Bagioli   | Deceuninck-Quick Step    | 11h21m50s |
| 2. | Jhonatan Narváez | Ineos Grenadiers         | + 3s      |
| 3. | João Almeida     | Deceuninck-Quick Step    | + 16s     |
| 4. | Nicola Conci     | Trek-Segafredo           | + 29s     |
| 5. | Diego Ulissi     | UAE Team Emirates        | + 30s     |
| 6. | Iván Ramiro Sosa | Ineos Grenadiers         | + 34s     |
| 7. | Jacopo Mosca     | Trek-Segafredo           | + 41s     |
| 8. | Merhawi Kudus    | Astana                   | + 42s     |
| 9. | Mauro Finetto    | Nippo-Delko One Provence | + 46s     |
| 10. | Pascal Eenkhoorn | Jumbo-Visma              | + 49s     |

### 4.ª etapa
| Forlì - Forlì | média montanha | (166,2 km) |

| \| Classificação por etapas \| Classificação por etapas \| Classificação por etapas \| Classificação por etapas \| Classificação por etapas \| \| Ciclista \| Ciclista \| Equipe \| Tempo \| \| \| ------------------------ \| ------------------------ \| -------------------------- \| ------------------------ \| ------------------------ \| \| 1. \| Pascal Eenkhoorn \| Jumbo-Visma \| 3h54m05s \| \| \| 2. \| Diego Ulissi \| UAE Team Emirates \| + 0s \| \| \| 3. \| Jhonatan Narváez \| Ineos Grenadiers \| + 0s \| \| \| 4. \| Viacheslav Kuznetsov \| Gazprom-RusVelo \| + 0s \| \| \| 5. \| Andrea Pasqualon \| Circus-Wanty Gobert \| + 0s \| \| \| 6. \| Gianni Vermeersch \| Alpecin-Fenix \| + 0s \| \| \| 7. \| Andrea Bagioli \| Deceuninck-Quick Step \| + 0s \| \| \| 8. \| Giovanni Visconti \| Vini Zabù-KTM \| + 0s \| \| \| 9. \| Arjen Livyns \| Bingoal-Wallonie Bruxelles \| + 0s \| \| \| 10. \| Gavin Mannion \| Rally Cycling \| + 0s \| \| |                      |                            |          |
| |                      |                            |          |
| Fonte: ProCyclingStats |                      |                            |          |
| Classificação por etapas |                      |                            |          |
| Ciclista | Ciclista             | Equipe                     | Tempo    |
| 1. | Pascal Eenkhoorn     | Jumbo-Visma                | 3h54m05s |
| 2. | Diego Ulissi         | UAE Team Emirates          | + 0s     |
| 3. | Jhonatan Narváez     | Ineos Grenadiers           | + 0s     |
| 4. | Viacheslav Kuznetsov | Gazprom-RusVelo            | + 0s     |
| 5. | Andrea Pasqualon     | Circus-Wanty Gobert        | + 0s     |
| 6. | Gianni Vermeersch    | Alpecin-Fenix              | + 0s     |
| 7. | Andrea Bagioli       | Deceuninck-Quick Step      | + 0s     |
| 8. | Giovanni Visconti    | Vini Zabù-KTM              | + 0s     |
| 9. | Arjen Livyns         | Bingoal-Wallonie Bruxelles | + 0s     |
| 10. | Gavin Mannion        | Rally Cycling              | + 0s     |

## Classificações finais
As classificações finalizaram da seguinte forma:

### Classificação geral
| \| Classificação geral \| Classificação geral \| Classificação geral \| Classificação geral \| Classificação geral \| \| Ciclista \| Ciclista \| Equipe \| Tempo \| \| \| ------------------- \| ------------------- \| ------------------------ \| ------------------- \| ------------------- \| \| 1. \| Jhonatan Narváez \| Ineos Grenadiers \| 15h15m54s \| \| \| 2. \| Andrea Bagioli \| Deceuninck-Quick Step \| + 1s \| \| \| 3. \| João Almeida \| Deceuninck-Quick Step \| + 17s \| \| \| 4. \| Diego Ulissi \| UAE Team Emirates \| + 25s \| \| \| 5. \| Nicola Conci \| Trek-Segafredo \| + 30s \| \| \| 6. \| Pascal Eenkhoorn \| Jumbo-Visma \| + 40s \| \| \| 7. \| Jacopo Mosca \| Trek-Segafredo \| + 42s \| \| \| 8. \| Merhawi Kudus \| Astana \| + 43s \| \| \| 9. \| Mauro Finetto \| Nippo-Delko One Provence \| + 47s \| \| \| 10. \| Gavin Mannion \| Rally Cycling \| + 53s \| \| |                  |                          |           |
| |                  |                          |           |
| Fonte: ProCyclingStats |                  |                          |           |
| Classificação geral |                  |                          |           |
| Ciclista | Ciclista         | Equipe                   | Tempo     |
| 1. | Jhonatan Narváez | Ineos Grenadiers         | 15h15m54s |
| 2. | Andrea Bagioli   | Deceuninck-Quick Step    | + 1s      |
| 3. | João Almeida     | Deceuninck-Quick Step    | + 17s     |
| 4. | Diego Ulissi     | UAE Team Emirates        | + 25s     |
| 5. | Nicola Conci     | Trek-Segafredo           | + 30s     |
| 6. | Pascal Eenkhoorn | Jumbo-Visma              | + 40s     |
| 7. | Jacopo Mosca     | Trek-Segafredo           | + 42s     |
| 8. | Merhawi Kudus    | Astana                   | + 43s     |
| 9. | Mauro Finetto    | Nippo-Delko One Provence | + 47s     |
| 10. | Gavin Mannion    | Rally Cycling            | + 53s     |

### Classificação da montanha
| Classificação da montanha | Classificação da montanha | Classificação da montanha | Classificação da montanha | Classificação da montanha |
| Ciclista                  | Ciclista                  | Equipe                    | Pontos                    |                           |
| ------------------------- | ------------------------- | ------------------------- | ------------------------- | ------------------------- |
| 1.                        | Julen Amézqueta           | Caja Rural-Seguros RGA    | 31 pts                    |                           |
| 2.                        | Ben O'Connor              | NTT Pro Cycling           | 26 pts                    |                           |
| 3.                        | Johan Jacobs              | Movistar Team             | 25 pts                    |                           |
| 4.                        | Jon Irisarri              | Caja Rural-Seguros RGA    | 13 pts                    |                           |
| 5.                        | Iván Ramiro Sosa          | Ineos Grenadiers          | 12 pts                    |                           |
| 6.                        | Jan Bakelants             | Circus-Wanty Gobert       | 9 pts                     |                           |
| 7.                        | Jesús Ezquerra            | Burgos-BH                 | 9 pts                     |                           |
| 8.                        | James Knox                | Deceuninck-Quick Step     | 6 pts                     |                           |
| 9.                        | Simone Petilli            | Circus-Wanty Gobert       | 6 pts                     |                           |
| 10.                       | Umberto Marengo           | Vini Zabù-KTM             | 6 pts                     |                           |

### Classificação por pontos
| Classificação por pontos | Classificação por pontos | Classificação por pontos     | Classificação por pontos | Classificação por pontos |
| Ciclista                 | Ciclista                 | Equipe                       | Pontos                   |                          |
| ------------------------ | ------------------------ | ---------------------------- | ------------------------ | ------------------------ |
| 1.                       | Jhonatan Narváez         | Ineos Grenadiers             | 24 pts                   |                          |
| 2.                       | Pascal Eenkhoorn         | Jumbo-Visma                  | 18 pts                   |                          |
| 3.                       | Diego Ulissi             | UAE Team Emirates            | 13 pts                   |                          |
| 4.                       | Andrea Bagioli           | Deceuninck-Quick Step        | 12 pts                   |                          |
| 5.                       | Ethan Hayter             | Ineos Grenadiers             | 12 pts                   |                          |
| 6.                       | Olav Kooij               | Jumbo-Visma Development Team | 10 pts                   |                          |
| 7.                       | Gianni Vermeersch        | Alpecin-Fenix                | 10 pts                   |                          |
| 8.                       | Nicola Conci             | Trek-Segafredo               | 7 pts                    |                          |
| 9.                       | Jacopo Mosca             | Trek-Segafredo               | 7 pts                    |                          |
| 10.                      | Andrea Pasqualon         | Circus-Wanty Gobert          | 7 pts                    |                          |

### Classificação dos jovens
| Classificação dos jovens | Classificação dos jovens | Classificação dos jovens | Classificação dos jovens | Classificação dos jovens |
| Ciclista                 | Ciclista                 | Equipe                   | Tempo                    |                          |
| ------------------------ | ------------------------ | ------------------------ | ------------------------ | ------------------------ |
| 1.                       | Jhonatan Narváez         | Ineos Grenadiers         | 15h15m54s                |                          |
| 2.                       | Andrea Bagioli           | Deceuninck-Quick Step    | + 1s                     |                          |
| 3.                       | João Almeida             | Deceuninck-Quick Step    | + 17s                    |                          |
| 4.                       | Nicola Conci             | Trek-Segafredo           | + 30s                    |                          |
| 5.                       | Pascal Eenkhoorn         | Jumbo-Visma              | + 40s                    |                          |
| 6.                       | Einer Rubio              | Movistar Team            | + 1m00s                  |                          |
| 7.                       | Kevin Inkelaar           | Bahrain McLaren          | + 1m07s                  |                          |
| 8.                       | Ide Schelling            | Bora-Hansgrohe           | + 1m39s                  |                          |
| 9.                       | Alessandro Covi          | UAE Team Emirates        | + 4m33s                  |                          |
| 10.                      | Gino Mäder               | NTT Pro Cycling          | + 5m33s                  |                          |

### Classificação por equipas
| Classificação por equipes | Classificação por equipes   | Classificação por equipes | Classificação por equipes |
| Equipe                    | Equipe                      | Tempo                     |                           |
| ------------------------- | --------------------------- | ------------------------- | ------------------------- |
| 1.                        | Astana                      | 45h20m45s                 |                           |
| 2.                        | Deceuninck-Quick Step       | + 5s                      |                           |
| 3.                        | Androni Giocattoli-Sidermec | + 19s                     |                           |
| 4.                        | Nippo Delko One Provence    | + 5m55s                   |                           |
| 5.                        | UAE Team Emirates           | + 6m27s                   |                           |
| 6.                        | Ineos Grenadiers            | + 10m59s                  |                           |
| 7.                        | Caja Rural-Seguros RGA      | + 26m53s                  |                           |
| 8.                        | Vini Zabù-KTM               | + 27m30s                  |                           |
| 9.                        | Movistar Team               | + 28m22s                  |                           |
| 10.                       | Burgos-BH                   | + 30m22s                  |                           |

## Evolução das classificações
| Etapa                 | Vencedor              | Classificação geral | Classificação da montanha | Classificação dos pontos | Classificação dos jovens | Classificação por equipas |
| --------------------- | --------------------- | ------------------- | ------------------------- | ------------------------ | ------------------------ | ------------------------- |
| 1.ª (A)               | Olav Kooij            | Olav Kooij          | Johan Jacobs              | Olav Kooij               | Olav Kooij               | INEOS Grenadiers          |
| 1.ª (B)               | Deceuninck-Quick Step | Mikkel Honoré       | Johan Jacobs              | Olav Kooij               | Mikkel Honoré            | Deceuninck-Quick Step     |
| 2.ª                   | Andrea Bagioli        | Andrea Bagioli      | Johan Jacobs              | Andrea Bagioli           | Andrea Bagioli           | Deceuninck-Quick Step     |
| 3.ª                   | Jhonatan Narváez      | Andrea Bagioli      | Julen Amezqueta           | Jhonatan Narváez         | Andrea Bagioli           | Deceuninck-Quick Step     |
| 4.ª                   | Pascal Eenkhoorn      | Jhonatan Narváez    | Julen Amezqueta           | Jhonatan Narváez         | Jhonatan Narváez         | Astana                    |
| Classificações finais | Classificações finais | Jhonatan Narváez    | Julen Amezqueta           | Jhonatan Narváez         | Jhonatan Narváez         | Astana                    |

## UCI World Ranking
A Settimana Coppi e Bartali outorgou pontos para o UCI World Ranking para corredores das equipas nas categorias UCI WorldTeam, UCI ProTeam e Continental. As seguintes tabelas são o barómetro de pontuação e os 10 corredores que obtiveram mais pontos:
| Posição             | 1.º | 2.º | 3.º | 4.º | 5.º | 6.º | 7.º | 8.º | 9.º | 10.º | 11.º | 12.º | 13.º-15.º | 16.º-25.º |
| Classificação geral | 125 | 85  | 70  | 60  | 50  | 40  | 35  | 30  | 25  | 20   | 15   | 10   | 5         | 3         |
| Por etapa           | 14  | 5   | 3   |     |     |     |     |     |     |      |      |      |           |           |
| Líder               | 3   |     |     |     |     |     |     |     |     |      |      |      |           |           |

| Classificação |                  |                          |       |       |       |        |
| Posição       | Ciclista         | Equipa                   | Geral | Etapa | Líder | Total  |
| ------------- | ---------------- | ------------------------ | ----- | ----- | ----- | ------ |
| 1.º           | Jhonatan Narváez | INEOS Grenadiers         | 125   | 22,83 | -     | 147,83 |
| 2.º           | Andrea Bagioli   | Deceuninck-Quick Step    | 85    | 16,33 | 6     | 107,33 |
| 3.º           | João Almeida     | Deceuninck-Quick Step    | 70    | 2,33  | -     | 72,33  |
| 4.º           | Diego Ulissi     | UAE Emirates             | 60    | 5     | -     | 65     |
| 5.º           | Pascal Eenkhoorn | Jumbo-Visma Development  | 40    | 19    | -     | 59     |
| 6.º           | Nicola Conci     | Trek-Segafredo           | 50    | 3     | -     | 53     |
| 7.º           | Jacopo Mosca     | Trek-Segafredo           | 35    | -     | -     | 35     |
| 8.º           | Merhawi Kudus    | Astana                   | 30    | -     | -     | 30     |
| 9.º           | Mauro Finetto    | NIPPO DELKO One Provence | 25    | -     | -     | 25     |
| 10.º          | Gavin Mannion    | Rally                    | 20    | -     | -     | 20     |